# Anii 970
Secole: Secolul al IX-lea - Secolul al X-lea - Secolul al XI-lea
Decenii: Anii 920 Anii 930 Anii 940 Anii 950 Anii 960 - Anii 970 - Anii 980 Anii 990 Anii 1000 Anii 1010 Anii 1020
Ani: 970 | 971 | 972 | 973 | 974 | 975 | 976 | 977 | 978 | 979